# Manilia de epulonibus
Manilia de epulonibus va ser una antiga llei romana establerta a proposta de Publi Manili o Manli, tribú de la plebs, l'any 196 aC, quan eren cònsols Luci Furi Purpuri i Marc Claudi Marcel, i establia la creació dels triumvirs epulons, per dirigir el banquet de Júpiter i altres deus amb la finalitat d'aplacar la seva ira, feina que abans feien els pontífexs.